# 梶芳光運
梶芳 光運（かじよし こううん、1904年8月25日 - 1984年1月18日）は、日本の仏教学者。
長野県松本市生まれ。1929年東京帝国大学文学部卒。1949年「原始般若経の研究」で文学博士（東京大学）。東京水産大学助教授、大正大学助教授、教授、1974年定年退任、名誉教授。

## 著書
- 『原始般若経の研究』山喜房仏書林 1944
- 『金剛般若経』仏典講座 大蔵出版 1972
- 『大乗仏教の成立史的研究 原始般若経の研究その1』山喜房仏書林 1980

### 翻訳
- 『国訳一切経 和漢撰述 第85 史伝部 第17』高橋太華,岩間湛良共訳 大東出版社 1958
- 『国訳一切経 和漢撰述 第26 論疏部 第6』宮本正尊,泰本融共訳 大東出版社 1967

## 論文
- Cinii